# Tanaka Masunobu
Tanaka Masunobu (japanisch 田中 益信, Lebensdaten unbekannt) war ein japanischer Holzschnittkünstler, der in der mittleren Edo-Zeit aktiv war.

## Leben

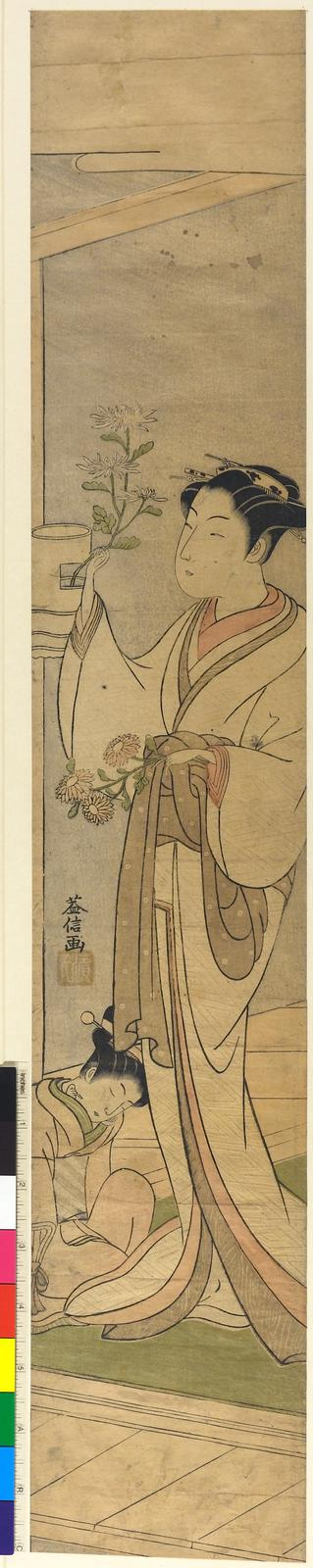
Tanaka Masunobu, Kurtisane beim Arrangieren von Blumen in einer Wandvase aus Bambus mit ihrer jungen Dienerin (Kamuro), die zu ihren Füßen schläft, Hashira-e, ca. 1740–1750

Über seine künstlerische Ausbildung ist nichts bekannt. Sein Ukiyo-e-Stil steht in der Tradition der Okumura-Schule, die von Okumura Masanobu begründet wurde, doch ist nicht gesichert, ob er tatsächlich dessen Schüler war. Er signierte auch mit den Künstlernamen Sanseidō (三晴堂), Zenkyosaī (善居斎) und Zenshinsaī (善辰斎). Seine Schaffenszeit reicht von der Kanpō-Zeit (1741–1744) bis in die Enkyō-Zeit (1744–1748). Zusammen mit Okumura Masanobu, Nishimura Shigenaga, Torii Kiyotada I und Furuyama Moromasa gilt er als Pionier in der Gattung der Uki-e (Perspektivbilder). Er ist auch bekannt für Urushi-e (Lackdrucke) sowie für die Gestaltung eines Kalenders im Jahr Enkyō 3 (1746). Es sind auch einige signierte Nihonga-Bilder mit seinem Namen erhalten.
Ein weiterer Künstler namens Masunobu ist für die Zeit um Meiwa (1764–1772) belegt, dessen Stil aber stark an Suzuki Harunobu erinnert. Es wird angenommen, dass es sich dabei um eine andere Person mit demselben Namen handelt.

## Werke
- Kurtisane beim Arrangieren von Blumen in einer Wandvase aus Bambus mit ihrer jungen Dienerin (Kamuro), die zu ihren Füßen schläft, Hashira-e, ca. 1740–1750[2]
- Junger Mann vor einem nächtlichen Haustor, Flöte spielend mit Dienstmädchen, Koto im Inneren sichtbar, Hashira-e, ca. 1740–1750[2]
- Szene aus dem Stück ‘Nanakusa wakayagi soga’, Ōban, Uki-e, ca. 1740[2]
- Parodie auf Minamoto Ushiwakamaru, der Prinzessin Jōruri ein Ständchen bringt (Genji jūnidan no zu), Ōban, Uki-e, ca. 1740[2]
- Juwelenraub im Drachenpalast (玉取り竜宮のてい, Tamatori ryūgū no tei), Ōban, Uki-e, ca. 1740[3]